# Irving Ives
Irving McNeil Ives (ur. 24 stycznia 1896 w Bainbridge, zm. 24 lutego 1962 w Norwich) – amerykański polityk, członek Partii Republikańskiej.

## Działalność polityczna
Od 1930 do 1946 zasiadał w New York State Assembly. W okresie od 3 stycznia 1947 do 3 stycznia 1959 przez dwie kadencje był senatorem Stanów Zjednoczonych z Nowego Jorku (1. klasa).